# Смыслов, Иван Михайлович
Ива́н Миха́йлович Смысло́в (23 января 1895, д. Новинское, Московская губерния — 17 декабря 1981, Вичуга, Ивановская область) — советский композитор-песенник, участник трёх войн; Заслуженный деятель искусств РСФСР, Почётный член Всероссийского хорового общества, почётный гражданин города Вичуга.

## Биография
Родился в семье рабочих-текстильщиков. В 1904—1915 годах учился в московском Синодальном училище у А. Д. Кастальского, Н. С. Голованова, В. С. Калинникова; получил специальность хормейстера и учителя музыки и пения.
В Первую мировую войну служил в действующей русской армии, а после революции — на Южном фронте Красной Армии (1918—1923).
Переехал в Вичугу, где организовал хор при фабричном клубе. Со временем репертуар хора составили хоры и сцены из опер («Руслан и Людмила», «Русалка», «Борис Годунов», «Евгений Онегин», «Свадьба Фигаро»), песни, в том числе написанные И. М. Смысловым. Хор выступал на музыкальных олимпиадах, участвовал в проведении советских праздников.
В 1937 году организовал детский оркестр народных инструментов.
С 26 сентября 1941 года — в рядах Красной армии, старший лейтенант, помощник по материальному обеспечению начальника курсов подготовки младших лейтенантов 11-й гвардейской армии; вступил в ВКП(б). Окончил войну в звании майора. Участники созданных им музыкальных кружков выступали как на передовой, так и перед отведёнными на отдых воинскими частями.
После войны работал в Вичуге, руководил хором, который выступал в том числе и на сцене Большого театра Союза СССР. По его инициативе в 1960 году в Вичуге была открыта детская музыкальная школа, в которой он преподавал и в течение 20 лет был директором.
Умер 17 декабря 1981 года. Похоронен на Бонячковском кладбище в городе Вичуга.

## Творчество
Автор более 100 музыкальных произведений.
Его песня «Родина» («Занялася заря расписная…») на стихи Н. П. Сусленникова часто называется народной и стала своеобразным гимном Вичуги.

## Награды
- медаль «За боевые заслуги» (13.10.1943)[9]
- медаль «За оборону Москвы» (1.5.1944)[2][10]
- орден Красной Звезды (22.5.1945)[11]
- Заслуженный деятель искусств РСФСР
- Почётный гражданин города Вичуга (1975) — за активную работу по развитию музыкальной культуры города Вичуги и в связи с 50-летием города[12].